# Conops sparsus
Conops sparsus är en tvåvingeart som beskrevs av Schneider 2010. Conops sparsus ingår i släktet Conops och familjen stekelflugor. Inga underarter finns listade i Catalogue of Life.